# Design generativo
O design generativo, também conhecido como design gerativo é um método cuja finalização, sendo ele imagem, som, arquitetura ou animação, é gerado através de regras ou Algoritmos, geralmente usando para isso programas de computadores. A maioria desses se baseia em um parâmetro de modelagem. É um modo ágil para se explorar novas possibilidades do desenho, usado em vários campos como na arte, arquitetura, design gráfico e digital, entre outros. Geralmente o design generativo tem:
- Um esquema de desenho;
- Um meio de criar variações;
- Um meio de seleção dos resultados desejados;

Alguns esquemas generativos fazem uso de algoritmos genéticos para criar variações. Alguns usam apenas números aleatórios. O design generativo foi inspirado no processo de formação nos desenhos da natureza, pelo qual os projetos passam a ser desenvolvidos através das variações genéticas e mutações.